# غاز الجنوب أرينا
غاز الجنوب أرينا (بالإنجليزية: Gas South Arena)‏ (المعروفة في الأصل باسم ساحة مركز جوينيت سيفيك، والتي عُرفت لاحقًا باسم الساحة في مركز جوينيت وساحة الطاقة اللانهائية) هي ساحة داخلية في دولوث، جورجيا.